# New Brunswick (New Jersey)
New Brunswick è una città degli Stati Uniti d'America, capoluogo della contea di Middlesex, nello Stato del New Jersey. La città appartiene all'area metropolitana di New York.
Confina a nord con Piscataway, a est con Highland Park, a sud con North Brunswick e a ovest con Somerset.
Vi hanno sede la Rutgers University e la University of Medicine and Dentistry of New Jersey (UMDNJ).

## Amministrazione

### Gemellaggi
- Fukui
- Tsuruoka
- Debrecen
- Limerick